# 戲神
戲神為戲團中所奉祀之神祇，漢人傳統戲曲戲團的信仰核心，維繫舊時戲團規矩、運作，傳承戲團特有的倫理、精神，為多數藝人的心靈寄託。戲神奉祀，與戲團與行會組織發展緊密結合，崇奉行會共同始祖，藉以建立組織共同規範。各類戲曲依其劇種、師承、地區，奉祀戲神各有不同。台灣以田都元帥、西秦王爺為其代表。

## 奉祀
戲班中平日奉祀於班主家中，出班時則奉祀於後臺，藝人上下場均須，向戲神禮敬。亦有行會建廟奉為主神，或陪祀於地方公廟中者。

## 信仰沿革
中國傳統戲曲發展初期與儺戲關係緊密，儺戲原為驅邪祈福，深具宗教儀式意涵。儺戲班子中供有「儺戲太子」，為木雕童子形象。而各種戲曲班中，多供有類似的童子神偶，亦做為道具，稱為喜神。傳統戲曲所供奉祖師爺，原為「翼宿星君」，因在中國星宿信仰中，翼宿主掌音樂、戲劇。而因唐明皇創設梨園，故後世戲曲界多奉為戲神。

## 各劇種戲神
- 以田都元帥為主神：高甲戲、四平戲、歌仔戲、亂彈、北管西皮派、南管戲、福州戲、採茶戲、皮影戲、布袋戲、傀儡戲、潮州戲
- 以西秦王爺為主神：北管福祿派、布袋戲、傀儡戲
- 以老郎神為主神：京戲
- 以孟府郎君為主神：南管
- 以鄭元和為主神：車鼓小戲戲神
- 以馬天君為主神：粵劇